# Hingham (Norfolk)
Hingham – miasto w Anglii, w hrabstwie Norfolk, w dystrykcie South Norfolk. Leży 22 km na zachód od Norwich i 142 km na północny wschód od Londynu. Miasto liczy 2078 mieszkańców.